# Piłka nożna w Anglii (1899/1900)
Sezon 1899/1900 był 29. w historii angielskiej piłki nożnej.

## Zwycięzcy poszczególnych rozgrywek klubowych w Anglii
| Rozgrywka       | Zwycięzca           |
| --------------- | ------------------- |
| First Division  | Aston Villa         |
| Second Division | Sheffield Wednesday |
| FA Cup          | Bury                |

## Rozgrywki ligowe

### First Division
|    |                         | M  | Z  | R  | P  | B+ | B- | RB    | Pkt |
| -- | ----------------------- | -- | -- | -- | -- | -- | -- | ----- | --- |
| 1  | Aston Villa             | 34 | 22 | 6  | 6  | 77 | 35 | 2.200 | 50  |
| 2  | Sheffield United        | 34 | 18 | 12 | 4  | 63 | 33 | 1.909 | 48  |
| 3  | Sunderland              | 34 | 19 | 3  | 12 | 50 | 35 | 1.429 | 41  |
| 4  | Wolverhampton Wanderers | 34 | 15 | 9  | 10 | 48 | 37 | 1.297 | 39  |
| 5  | Newcastle United        | 34 | 13 | 10 | 11 | 53 | 43 | 1.233 | 36  |
| 6  | Derby County            | 34 | 14 | 8  | 12 | 45 | 43 | 1.047 | 36  |
| 7  | Manchester City         | 34 | 13 | 8  | 13 | 50 | 44 | 1.136 | 34  |
| 8  | Nottingham Forest       | 34 | 13 | 8  | 13 | 56 | 55 | 1.018 | 34  |
| 9  | Stoke City              | 34 | 13 | 8  | 13 | 37 | 45 | 0.822 | 34  |
| 10 | Liverpool               | 34 | 14 | 5  | 15 | 49 | 45 | 1.089 | 33  |
| 11 | Everton                 | 34 | 13 | 7  | 14 | 47 | 49 | 0.959 | 33  |
| 12 | Bury                    | 34 | 13 | 6  | 15 | 40 | 44 | 0.909 | 32  |
| 13 | West Bromwich Albion    | 34 | 11 | 8  | 15 | 43 | 51 | 0.843 | 30  |
| 14 | Blackburn Rovers        | 34 | 13 | 4  | 17 | 49 | 61 | 0.803 | 30  |
| 15 | Notts County            | 34 | 9  | 11 | 14 | 46 | 60 | 0.767 | 29  |
| 16 | Preston North End       | 35 | 12 | 4  | 18 | 38 | 48 | 0.792 | 28  |
| 17 | Burnley                 | 34 | 11 | 5  | 18 | 34 | 54 | 0.630 | 27  |
| 18 | Glossop North End       | 34 | 4  | 10 | 20 | 31 | 74 | 0.419 | 18  |

### Second Division
|    |                      | M  | Z  | R | P  | B+ | B-  | RB    | Pkt |
| -- | -------------------- | -- | -- | - | -- | -- | --- | ----- | --- |
| 1  | Sheffield Wednesday  | 34 | 25 | 4 | 5  | 84 | 22  | 3.818 | 54  |
| 2  | Bolton Wanderers     | 34 | 22 | 8 | 4  | 79 | 25  | 3.160 | 52  |
| 3  | Birmingham City      | 34 | 20 | 6 | 8  | 78 | 38  | 2.053 | 46  |
| 4  | Manchester United    | 34 | 20 | 4 | 10 | 63 | 27  | 2.333 | 44  |
| 5  | Leicester City       | 34 | 17 | 9 | 8  | 53 | 36  | 1.472 | 43  |
| 6  | Grimsby Town         | 34 | 17 | 6 | 11 | 67 | 46  | 1.457 | 40  |
| 7  | Chesterfield         | 34 | 16 | 6 | 12 | 65 | 60  | 1.083 | 38  |
| 8  | Woolwich Arsenal     | 34 | 16 | 4 | 14 | 61 | 43  | 1.419 | 36  |
| 9  | Lincoln City         | 34 | 14 | 8 | 12 | 46 | 43  | 1.070 | 36  |
| 10 | New Brighton Tower   | 34 | 13 | 9 | 12 | 66 | 58  | 1.138 | 35  |
| 11 | Port Vale            | 34 | 14 | 6 | 14 | 39 | 49  | 0.796 | 34  |
| 12 | Walsall              | 34 | 12 | 8 | 14 | 50 | 55  | 0.909 | 32  |
| 13 | Gainsborough Trinity | 34 | 9  | 7 | 18 | 47 | 75  | 0.627 | 25  |
| 14 | Middlesbrough        | 34 | 8  | 8 | 18 | 39 | 69  | 0.565 | 24  |
| 15 | Burton Swifts        | 34 | 9  | 6 | 19 | 43 | 84  | 0.512 | 24  |
| 16 | Barnsley             | 34 | 8  | 7 | 19 | 46 | 79  | 0.582 | 23  |
| 17 | Luton Town           | 34 | 5  | 8 | 21 | 40 | 75  | 0.533 | 18  |
| 18 | Loughborough         | 34 | 1  | 6 | 27 | 18 | 100 | 0.180 | 8   |

M = rozegrane mecze; Z = zwycięstwa; R = remisy; P = porażki; B+ = bramki zdobyte; B- = bramki stracone; RB = stosunek bramek zdobytych do bramek straconych; Pkt = punkty